# Romualdas Granauskas
Romualdas Granauskas ( Mažeikiai, 18 de mayo de 1939 – Vilnius, 28 de octubre de 2014) fue un escritor y dramaturgo lituano/samogitio.

## Biografía
Después de acabar sus estudios primario en Seda, trabajó en el diario lituano "Mūsų žodis" y para la revista "Nemunas" en Skuodas. Después de esto, ejerció otros trabajos como peón de la construcción, de la metalurgia, reportero de radio y lector en Mosėdis.
Granauskas comenzó a publicar sus historias en 1954 en su colección "Medžių viršūnės" y en "Duonos valgytojai" (1975), donde hablada de la generación de granjeros ya retirados, también sobre sus costumbres, vida cotidiana y código moral. Se considera que una de las principales creaciones de Granauskas fue la novela "Gyvenimas po klevu" (1988), que llamó la atención de toda la sociedad. Naturaleza, historia y mitología son los temas de una de las novelas más maduras y sofisticadas de Granauskas. También destacable fue su obra Duburys (Vortex) (2003), una novela de corte clásico que cubre toda la vida del personaje principal durante la época soviética en Lituania. Murió en Vilnius el 28 de octubre de 2014, a los 75 años.